# Vélo couché

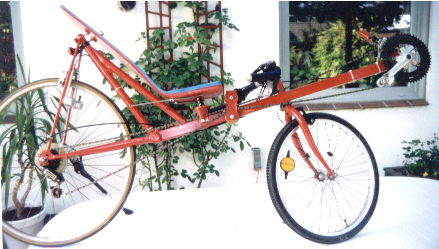
Un exemple de vélo couché.

Un vélo couché, aussi appelé vélo horizontal, vélorizontal ou « vélo Vélocar », est un véhicule à propulsion humaine conçu de façon telle que le conducteur soit en position allongée (couché sur le dos, les jambes à l'horizontale) pour pédaler. Le pédalier est donc situé à l'avant du vélo, et la selle est remplacée par un siège où le dos est appuyé. La roue avant est souvent plus petite. Le guidon se trouve soit au-dessus des genoux, soit sous les fesses.
Le pratiquant du vélorizontal (vh) est un véhiste.

## Histoire du vélo couché

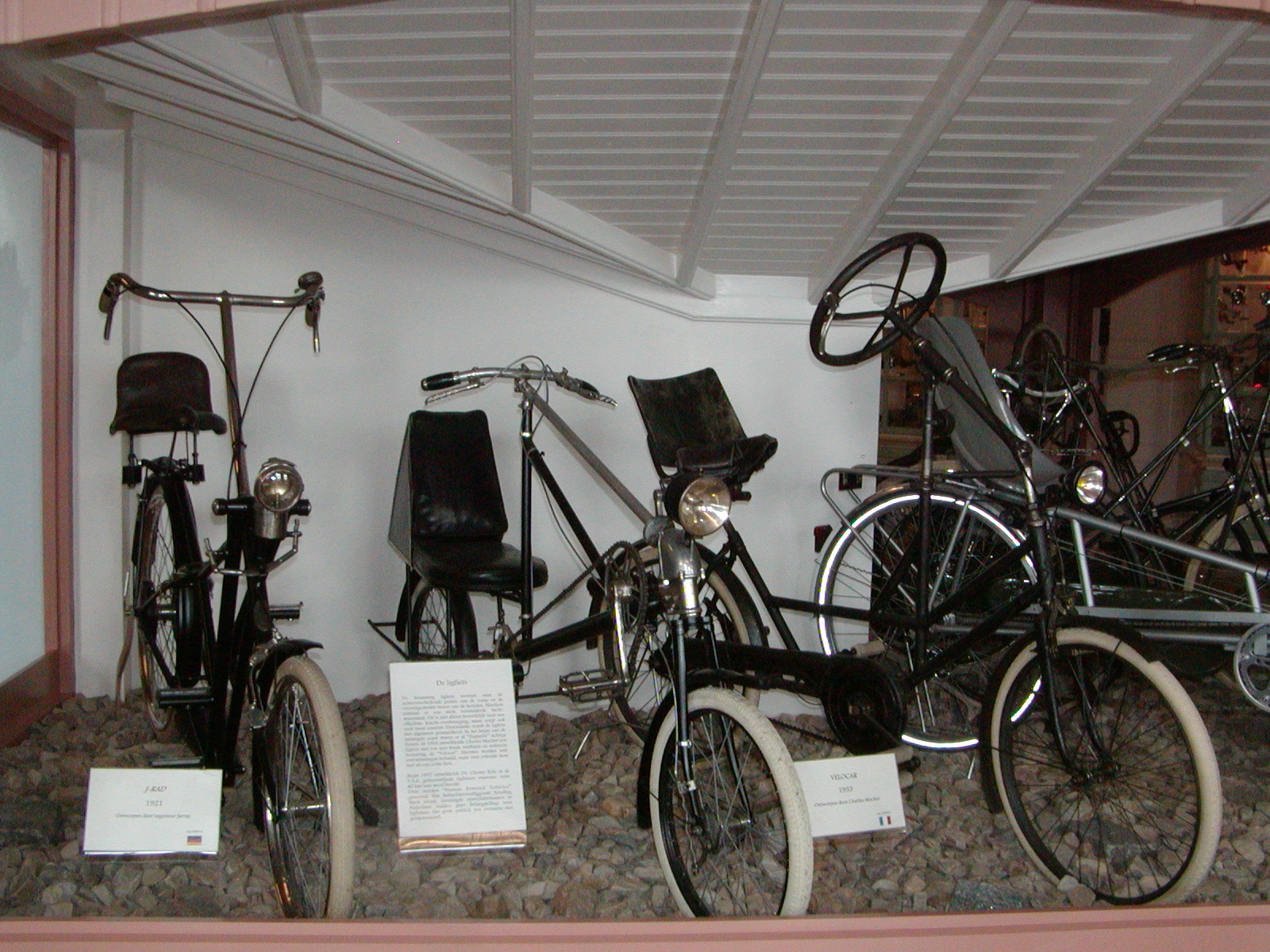
Vélos couchés du XX.

Le Vélocar de Charles Mochet de 1933.

Charles Mochet crée d'abord un vélo à quatre roues pour permettre à son fils de rouler à vélo, sans courir trop de risques de se faire renverser par une voiture. Il crée ensuite des vélos à quatre roues et deux sièges, qu'il appelle « Vélocars » ancêtres des vélomobiles, qui sont un succès en France, pays ruiné par la Première Guerre mondiale où la voiture est trop chère et où ce véhicule constitue un moyen rapide de se déplacer.
Il crée aussi son premier « Vélocar » à deux roues, composé de roues de 50 cm de diamètre, d'une longueur de 146 cm et doté d'un siège ajustable. Il décide de participer à des courses cyclistes afin de montrer la supériorité de son vélo sur les vélos classiques. Francis Faure gagne toutes les courses contre les meilleurs cyclistes d'Europe.
Manuel Morand, un coureur routier, gagne le Paris-Limoges en 1933 sur un vélocar construit par Charles Mochet. Le 7 juillet 1933, Francis Faure bat le record de l'heure à vélo en effectuant 45,055 km en une heure.
Le précédent record était alors de 44,247 km en une heure, par le champion Oscar Egg, vingt ans plus tôt, le 18 juillet 1914.
Le 3 février 1934, une commission de l'Union cycliste internationale déclare que ce type de vélo n'est pas acceptable pour les courses, et retire son titre du record de l'heure à Francis Faure. Ce vélo est alors interdit dans les compétitions de l'UCI.
En février 1934, Faure sur vélocar bat Henri Lemoine et Raymond Plassat sur vélo traditionnel. En mars, il bat le recordman de l'heure, Maurice Richard, dans un match-poursuite. Le journal Match l’Intran déclare « Du coureur moyen qu’était Francis Faure, la bicyclette à pédalage horizontal a fait le détenteur du record du monde le plus envié, celui de l’heure sans entraîneur. Il était donc prouvé que la nouvelle bicyclette permettait à un coureur ordinaire de devenir un grand champion ».
En novembre 1938, le Marseillais, Jules Rossi utilise une bicyclette horizontale recouverte d'un carénage aérodynamique
En 1978 sort le premier vélo-couché commercial, complètement caréné, le Vélérique du Belge Erik Abergen.
Aujourd'hui des records de plus de 90 km parcourus en une heure ont été atteints avec des versions modernes de ce type de vélo entièrement carénées.
Le 18 septembre 2009, le Canadien Sam Whittingham, déjà depuis plusieurs années l'homme le plus rapide au monde, porte à 133,28 km/h, sur Varna Tempest, la vitesse lancée atteinte entre deux points distants de 200 m, sur le plat, sans l'aide d'aucun moteur. Le même jour, la Française Barbara Buatois atteint 121,437 km/h sur Varna Diablo III, record qu'elle porte à 121,81 km/h sur Varna Tempest un an plus tard, le 15 septembre 2010. Ils ont aussi tous les deux battu le record de l'heure le 19 juillet 2009, le record masculin ayant été ensuite amélioré le 3 août 2011 par Francesco Russo sur Elvistretto.
Leurs performances tiennent autant à de bonnes capacités physiques qu’à l'excellent rendement de leurs machines, des vélos spéciaux entourés d'un carénage aérodynamique, dont la position de pédalage est horizontale et surbaissée. Autre particularité, le Varna est un modèle à traction, c'est-à-dire que la roue avant est motrice et directrice. Mais il s’agit d'un vélo comme les autres avec un pédalier, deux chaînes (pour faciliter la transmission sur la roue avant et obtenir un développement suffisant), des pignons, deux freins et un guidon dont la forme est adaptée à la géométrie de l'ensemble. Le Varna ne comporte donc aucune innovation : il est l’aboutissement de l’évolution naturelle de la bicyclette.

## Avantages et inconvénients
- Si vous ne connaissez pas le sujet, laissez ce bandeau (vous pouvez alors contacter les auteurs).
- Si vous supprimez le contenu mis en cause (vous pouvez préalablement contacter les auteurs),

argumentez précisément cette suppression dans la page de discussion
(un manque de référence n'est pas un argument ; une recherche réelle de référence doit avoir été effectuée, être formellement documentée).

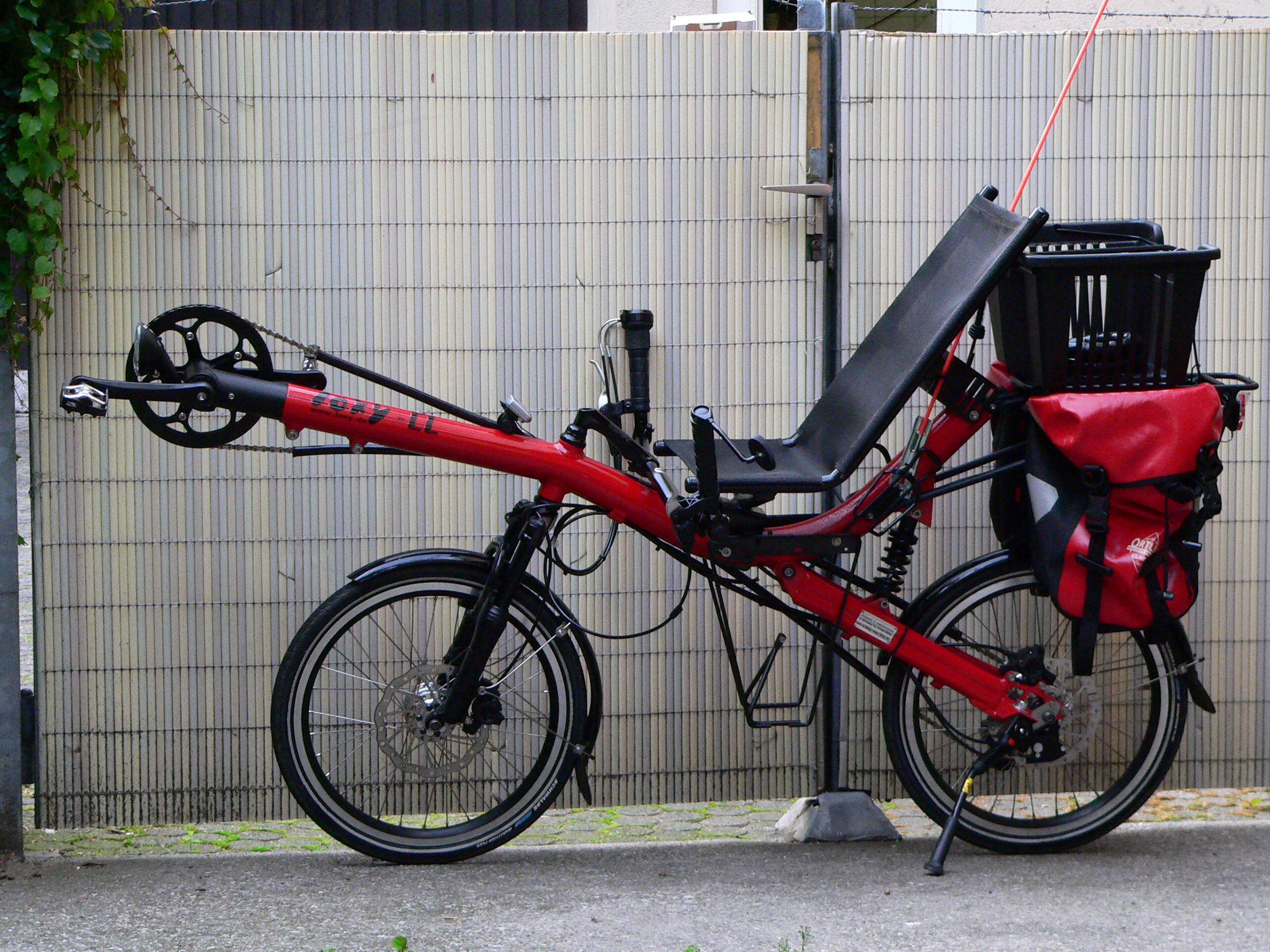
Vélo couché équipé pour la randonnée.

Les avantages principaux de cette configuration viennent d'une part de la meilleure pénétration dans l'air, la trainée aérodynamique étant réduite de plus de la moitié par rapport à un vélo classique, d'autre part de la position moins contraignante pour le squelette et pour le cœur : comme l'énergie à dépenser pour vaincre la résistance de l'air croît proportionnellement avec la surface frontale, l'économie réalisée est importante.
Cet avantage est flagrant sur des parcours longs, même si le relief est vallonné : dans les descentes, le cycliste allongé se repose mieux que sur le vélo normal tout en allant plus vite ; dans les côtes, il ne peut se mettre en danseuse mais profite de l'appui de son dos sur le dossier de son siège pour gagner un peu de puissance.
Il y a d'autres avantages : la récupération physique plus rapide, l'excellente visibilité naturelle vers l'avant sur 180° sans contrainte dans le cou, le confort du siège par rapport à une selle ; comme le véhiste ne s'appuie pas sur les mains, aucune contrainte ne s'exerce sur les poignets. On peut donc, à vélo couché, parcourir de grandes distances sans douleur.
Mais il y a aussi des inconvénients : une visibilité vers l'arrière moins aisée, le manque de ventilation dans le dos. Le vélo couché est aussi désavantagé sur les pentes les plus raides à cause de son poids souvent plus élevé et de pertes d'énergie dans la transmission (chaîne longue, souplesse du cadre, angle sur la chaîne).
Pour les utilisateurs urbains, l'engin est beaucoup moins visible des autres utilisateurs, surtout dans une file de véhicules : plus le vélo est bas, plus le cycliste est en danger.
La maniabilité est aussi moindre : il faut de la maîtrise et de la place pour changer de file entre des véhicules arrêtés.
La position couché/assise ne permet pas de se mettre en « danseuse », car le corps du véhiste (cycliste-couché) fait corps avec le vélo et n'a pas la possibilité d'utiliser sa masse corporelle pour peser sur les pédales. À masse égale, le vélo couché est donc moins efficace sur les courses de sprint ou de côte, cependant la vitesse maximum du vélo sera supérieure grâce au meilleur coefficient de pénétration dans l'air.
La vitesse supérieure permet une meilleure intégration dans le trafic : sur les grandes avenues roulantes, il est possible de tenir 45-50 km/h et de rester ainsi dans le flux des automobiles. Dans ces conditions, il n'y a quasiment pas de dépassement et la sécurité est très supérieure au vélo droit[réf. nécessaire]. Enfin, en cas de choc, la position avec les pieds en avant est beaucoup moins dangereuse qu'un vélo droit : au lieu d'arriver la tête la première contre l'obstacle, ce sont les jambes qui encaissent le choc. Le risque de fracture de la clavicule ou de traumatisme crânien s'en trouve grandement réduit[réf. nécessaire].

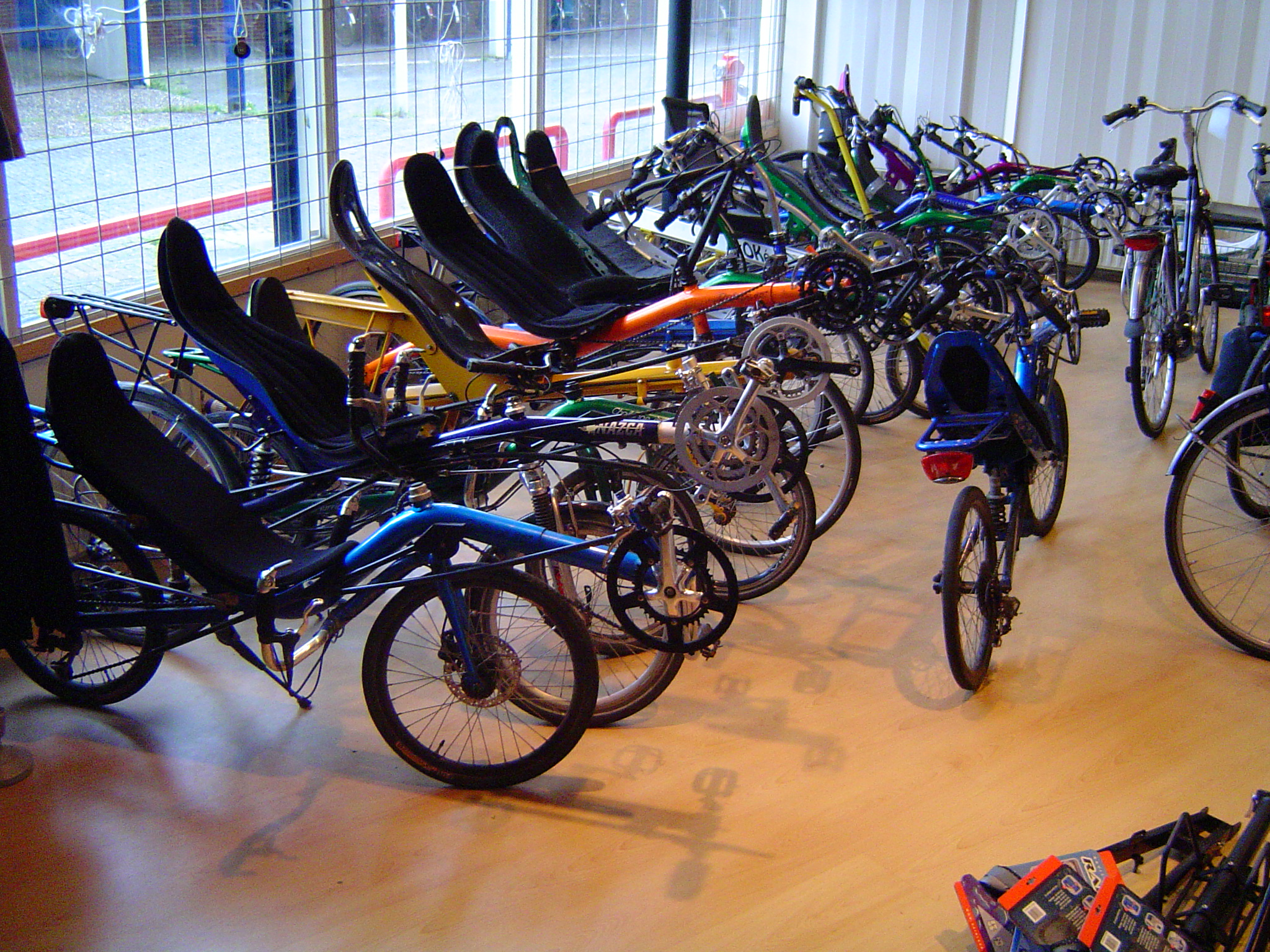
Nimègue, magasin de vélos couchés.

Ne nécessitant pas d'appui sur les bras ni sur une selle, le vélo couché est indiqué pour ceux qui ont des problèmes médicaux sur certaines parties du corps : bras paralysé ou amputé, dos fragile, problèmes divers à l'entrejambe et au fessier.[réf. nécessaire]
S'il y a peu d'accidents enregistrés, c'est que le nombre de vélos couchés sur route est encore très faible[réf. nécessaire].

## Fabrication
- Si vous ne connaissez pas le sujet, laissez ce bandeau (vous pouvez alors contacter les auteurs).
- Si vous supprimez le contenu mis en cause (vous pouvez préalablement contacter les auteurs),

argumentez précisément cette suppression dans la page de discussion
(un manque de référence n'est pas un argument ; une recherche réelle de référence doit avoir été effectuée, être formellement documentée).
Le vélo couché est encore souvent fabriqué en petites séries, voire artisanalement, ce qui porte son prix moyen au-dessus de celui des vélos classiques de même gamme. La plupart des fabricants de vélo couché sont européens, et leurs produits sont fabriqués en Europe. Il existe actuellement deux fabricants français de vélos couchés. La gamme est vaste ; il en existe en acier, aluminium, titane et carbone.

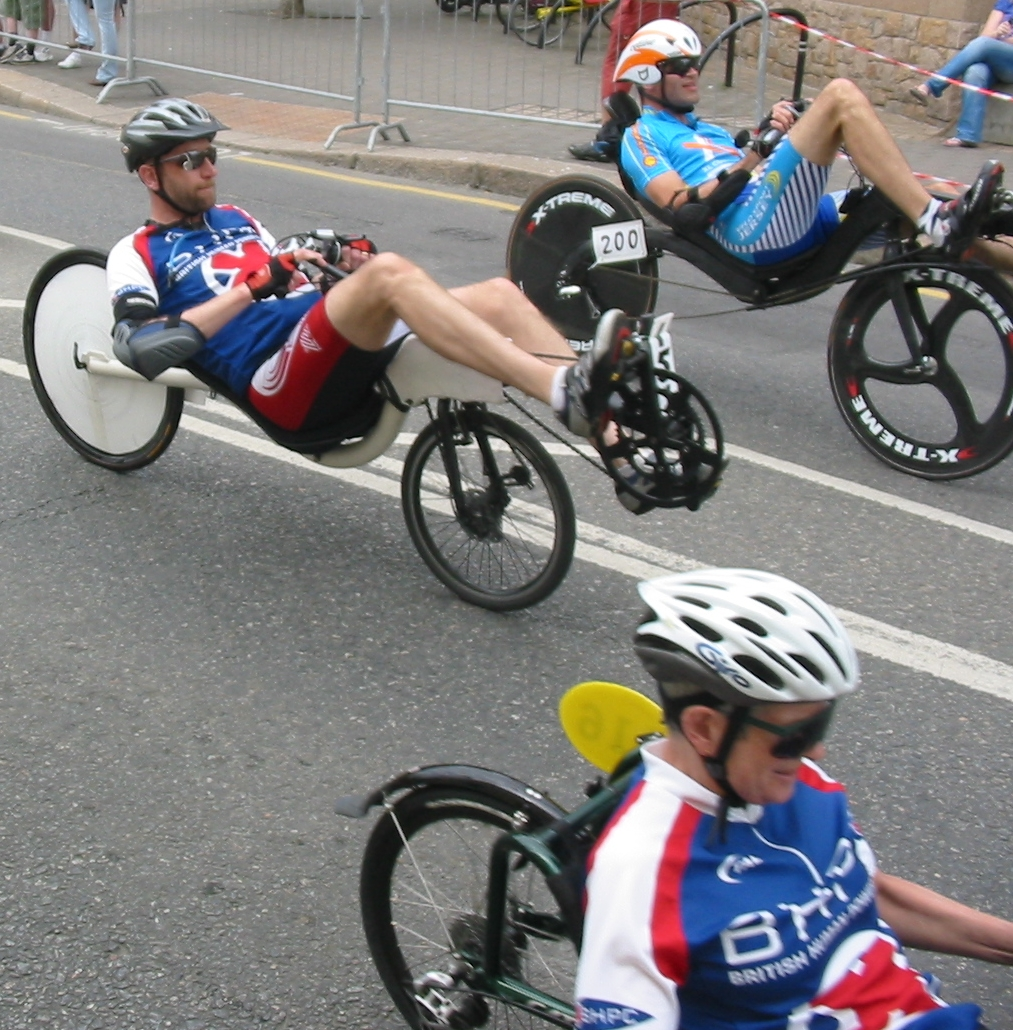
Une compétition de vélos couchés.

## Vélo couché et sport
L'Union cycliste internationale (UCI) définit un type de vélo spécifique pour les compétitions. Les caractéristiques du vélo couché ne correspondant pas à celles fixées par l'UCI, il ne peut donc pas être utilisé dans les compétitions qu'elle organise.

## Type particulier

### Vélo couché électrique
Les vélos couchés électriques consomment beaucoup moins que les vélos standard et ont donc une autonomie plus grande. Ils ont une plus grande vitesse pour une même puissance absorbée. Certains de ces vélos ont des puissances de 2 000 à 4 000 W.

### Vélo couché à traction directe
Il se différencie du vélo couché traditionnel par son pédalier, solidaire de la direction. La plupart des vélos couchés sont dits à propulsion. Leur géométrie est calquée sur celles des vélos droits. La chaîne transmet la force du pédalier à la roue arrière, passant par toute la longueur du cadre.
La conséquence avec le Vélo à traction directe est que le pédalier tourne avec la direction, nécessitant un apprentissage. L'appui sur les pédales influence la direction. On parle d'interaction pédalage/direction. Une bonne cadence du pédalage et un imperceptible balancement des bras/épaules qui se fait instinctivement avec l'habitude donne le meilleur rendement. Comme avec tous les Vélos couché, les montées de côtes nécessitent une bonne cadence de pédalage vu l'impossibilité de "valser" en forçant sur les pédales à lente cadence. Par contre une poussée appuyée par le dos permet une certaine compensation.
En cas de montée sur des pentes (plus de 5 %) sablonneuses ou poussiéreuses, la roue avant aura tendance à glisser par manque de poids. Un pneu avec un certain relief et le conducteur qui se penche vers l'avant aident à contenir ce phénomène durant les montées. Avec la pratique il est possible de franchir des pentes non goudronnées atteignant 10 %. La pratique en tout-chemin demande une certaine habitude mais une fois l'équilibre maîtrisé à petite vitesse, il est plus facile de négocier les passages caillouteux qu'avec un propulsion car la roue arrière non motrice ne fait pas d'embardée.
Les tractions directes (FWD en anglais) éliminent le désavantage des vélos couché à propulsion en diminuant (ramenant à la normale) le plus grand poids de la longue chaîne (souvent 2,5 fois plus longue) et la résistivité des potentielles roulettes et tubes créant du frottement contre-performant sur la chaîne.